# Melanthios (Historiker)
Melanthios (altgriechisch Μελάνθιος) war ein antiker griechischer Historiker wohl des späteren 4. Jahrhunderts oder frühen 3. Jahrhunderts v. Chr. 
Er zählt zu den athenischen Lokalhistorikern, den Atthidographen, und schrieb wenigstens zwei Bücher über die Geschichte der Stadt sowie ein weiteres Werk über die eleusinischen Mysterien (Περὶ τῶν ἐν Ἐλευσῖνι μυστηρίων Perí tṓn en Eleusíni mystēríōn). Erhalten sind allerdings nur vier Fragmente – lediglich Fragment 1 stammt aus der Atthis, die übrigen beziehen sich auf das Mysterienwerk –, von denen Fragment 3 aus den Scholien zu Vers 1073 aus den Vögeln des Aristophanes in die Fragmente 3 a und b zerfällt. Melanthios’ Herkunft ist unbestimmt. Felix Jacoby schloss aus dem Werk über die Mysterien, dass er Zugang zu den Mysterien hatte und Athener war.